# Night of Your Life
«Night of Your Life» —en español: «Noche de tu vida»— es una canción del disc jockey y productor francés David Guetta, que cuenta con la colaboración vocal de la cantante estadounidense Jennifer Hudson, e incluida en el quinto álbum de estudio de Guetta, Nothing but the Beat, lanzado en agosto de 2011. Fue compuesta por él mismo, Cristyle Johnson, Anthony Preston y Giorgio Tuinfort, mientras que su producción musical estuvo a cargo de Guetta y Giorgio Tuinfort. La canción fue seleccionada como sencillo promocional, siendo lanzada en formato digital el 22 de agosto de 2011. 
«Night of Your Life» recibió una recepción crítica positiva, ya que fue señalada como «uno de los momentos más destacados del álbum» en múltiples ocasiones. Por otro lado, tuvo una desempeño comercial moderado, entrando al Top 10 en Austria y Noruega, mientras que llegó al Top 20 en Alemania, Dinamarca, España, Finlandia y Escocia.

## Antecedentes y lanzamiento

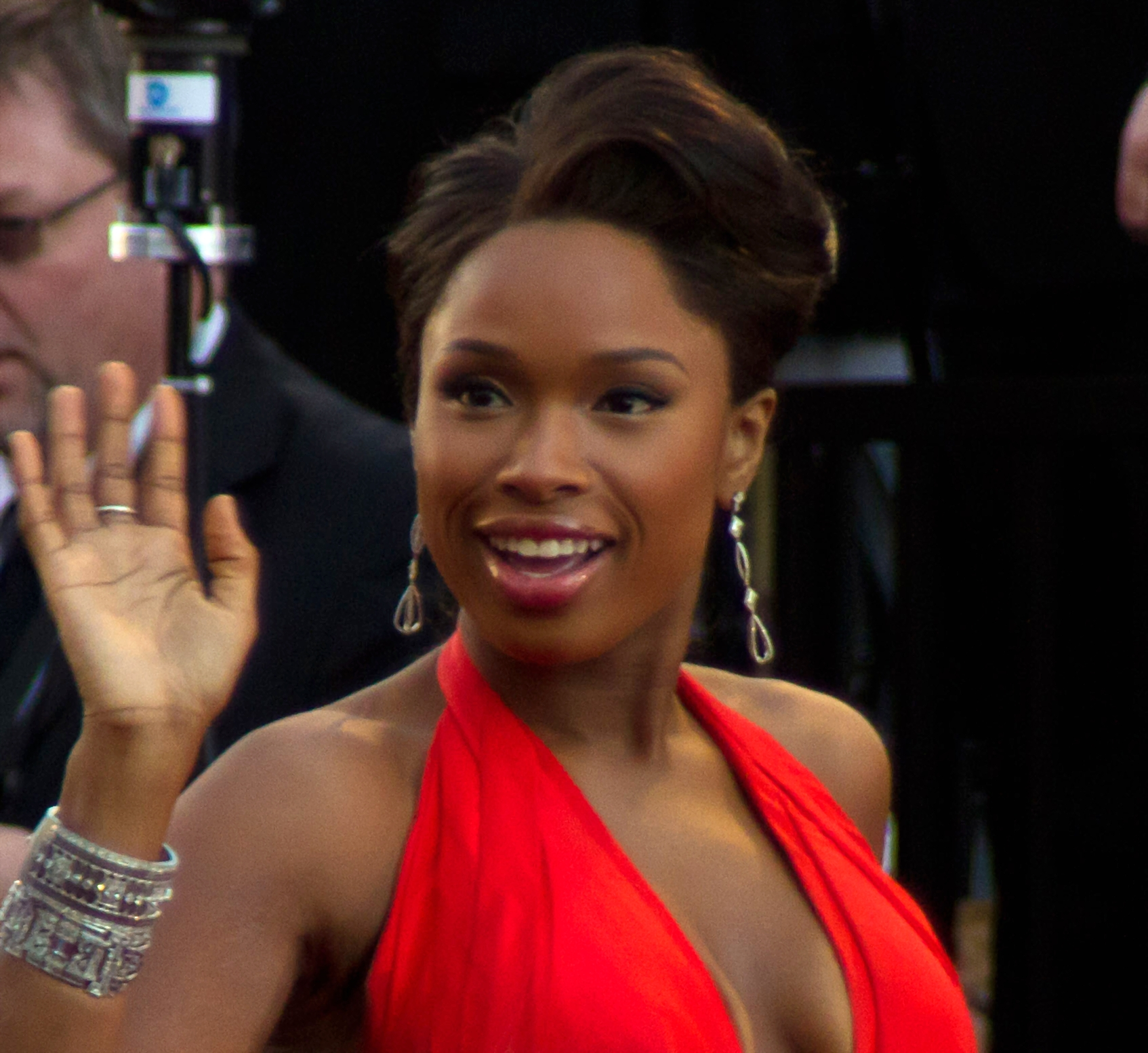
Jennifer Hudson, quien aportó su voz para la canción.

«Night of Your Life» fue compuesta por Cristyle Johnson, Anthony Preston, David Guetta y Giorgio Tuinfort, mientras que su producción estuvo a cargo de Guetta y Tuinfort. La canción cuenta con la colaboración vocal de la cantante y actriz estadounidense Jennifer Hudson. En una entrevista con Akshay Bhansali de MTV News, el DJ reveló que no conocía a Hudson antes de colaborar en la canción; en la misma, comentó: 

«Yo había oído su voz [antes] y me enamoré de ella. Es una canción difícil. Necesitas una gran voz para poder interpretar esa canción. Yo estaba como "Whoa!". Ella, obviamente, tiene una voz increíble, y creo que fue un ejercicio muy interesante para ella y para mí».
David Guetta

Guetta explicó que cuando colabora con otros artistas, le gusta «llevarlos fuera de sus casillas», y crear una grabación dance con Hudson, de acuerdo a sus palabras, fue «muy emocionante». Hablando sobre la cantante, comentó que «ella es hermosa en todos los sentidos: como persona, como cantante y como ser humano. Ella interpretó [la canción] con locura». El 22 de agosto de 2011, «Night of Your Life» fue lanzada como sencillo promocional en la tienda de iTunes. De esta manera, se convirtió en la tercera y última de los canciones promocionales distribuidas como parte de la cuenta regresiva para el estreno del álbum.

## Composición
«Night of Your Life» es una canción con un tempo normal, que presenta influencias de los géneros pop y un soul futuristico. La letra de la canción presenta a Hudson exigiendo ser adorada como a una reina, como por ejemplo en la frase Love me / Baby treat me right / Make it an eternity and not only for one night / If you love me, till the end of time / Then I will promise you the night of your life —en español: « Ámame / cariño trátame bien / Haz que dure una eternidad y no solo una noche / Si me amas, hasta el fin de los tiempos / entonces, te prometeré la noche de tu vida»—. Por su parte, el estilo musical de la canción fue comparado, por diversos medios como Slant Magazine y The Guardian, con el de «Only Girl (In the World)» (2010) de Rihanna.

## Recepción

### Comentarios de la crítica
En términos generales, la canción tuvo una buena recepción por parte de los críticos de música contemporánea, a pesar de ser comparada en ocasiones con «Only Girl (In the World)» (2010) de Rihanna. Scott Shetler de Pop Crush llamó a la canción «una de las pistas más impresionantes» de Nothing but the Beat, y añadió que Jennifer «suena como una diva del dancefloor». Joe Copplestone de PopMatters señaló que canciones del álbum como «Night of Your Life» y «Titanium» «hacen recordar la potencia» de las colaboraciones anteriores de Guetta con Kelly Rowland en «When Love Takes Over» (2009) y «Commander» (2010). Eric Henderson de Slant Magazine declaró que es la única canción en el álbum que puede ser comparada, haciendo manifiesto de su frase al analizarla con «Only Girl (In the World)» (2010) de Rihanna. Robert Copsey de Digital Spy comentó que la canción es uno de los momentos más destacados del disco, y añadió que «Hudson agrega un toque clásico de club a "Nigh of Your Life"».

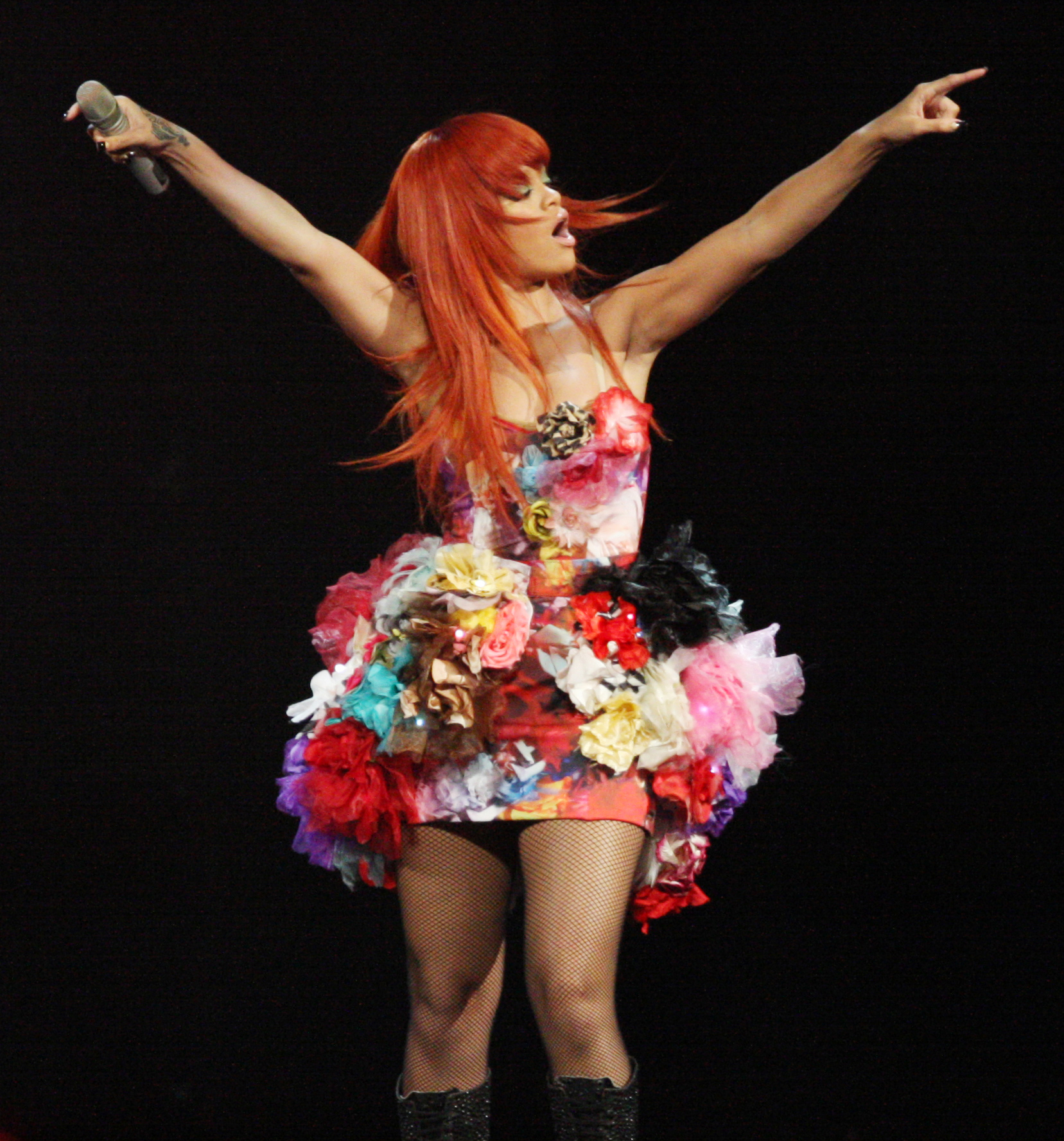
«Night of Your Life» fue comparada con «Only Girl (In the World)» de Rihanna.

Un escritor del periódico Daily Herald elogió la capacidad vocal de Jennifer en la pista por tener «todas las emociones en el lugar correcto». Por otro lado, Rich Lopez de Dallas Voice dio una revisión mixta de la canción, comentando que suena «aficionada» y que «nunca cumple con su talento». De igual manera, Ben Norman de About.com también concedió una crítica mixta, ya que cree que «la producción es carente» en su mayoría, y no se resaltan las habilidades de Hudson.

### Desempeño comercial
«Night of Your Life» logró un éxito moderado. En Austria, debutó en el noveno puesto durante la semana del 2 de septiembre de 2011; a la siguiente edición, ascendió al séptimo puesto, siendo esa su mejor posición. De esa manera, Guetta marcó su undécimo sencillo que logra llegar al repertorio de los diez más vendidos. En Noruega, entró en el noveno puesto, donde se mantuvo otra semana más en la misma posición; con ello, se convirtió en la octava canción dentro del Top 10 del DJ. Por otro lado, llegó Top 20 en Alemania, Dinamarca, España, Finlandia y Escocia. En Francia, nación donde nació el productor, la canción debutó en el puesto número 27, marcando así su mejor posición.
En Estados Unidos, «Night of Your Life» debutó en el conteo Billboard Hot 100 en el puesto número 81, durante la semana del 10 de septiembre de 2011. Eso se debió a sus 27 000 copias vendidas en formato digital en su primera semana, las cuales la hicieron debutar en el puesto 56 del Digital Songs. Durante la semana del 3 de septiembre, en el Reino Unido, la canción entró en el UK Singles Chart en el puesto 35, donde se mantuvo una semana y luego cayo posiciones. En Canadá, «Night of Your Life» debutó en el Canadian Hot 100 en el puesto 30, durante la semana del 10 de septiembre de 2011. En Australia, por su parte, entró en la posición número 37, donde se mantuvo una sola semana; en Nueva Zelanda, debutó en el puesto 38, y a la siguiente semana salió del conteo.

## Formatos yremixes
- Descarga digital

| «Night of Your Life» — Single |                      |          |  |
| N.º                           | Título               | Duración |  |
| 1.                            | «Night of Your Life» | 3:41     |  |

## Posicionamiento en listas

### Semanales
| País                                   | Mejor posición |
| -------------------------------------- | -------------- |
| Alemania (Offizielle Deutsche Charts)  | 12             |
| Australia (ARIA)                       | 37             |
| Austria (Ö3 Austria Top 40)            | 7              |
| Canadá (Canadian Hot 100)              | 30             |
| Dinamarca (Tracklisten)                | 15             |
| Estados Unidos (Billboard)             | 81             |
| Escocia (Scottish Singles Sales Chart) | 20             |
| Eslovaquia (Rádio Top 100 Oficiálna)   | 76             |
| España (Top 100 Canciones)             | 18             |
| Finlandia (OFC)                        | 19             |
| Francia (SNEP)                         | 27             |
| Irlanda (IRMA)                         | 46             |
| Nueva Zelanda (Recorded Music NZ)      | 38             |
| Noruega (VG-lista)                     | 9              |
| Reino Unido (UK Singles Chart)         | 35             |
| Reino Unido (UK Dance Chart)           | 9              |
| Suecia (Sverigetopplistan)             | 31             |
| Suiza (Schweizer Hitparade)            | 24             |

## Créditos y personal
- David Guetta — composición y producción
- David Hachour — masterización
- Jennifer Hudson — vocales principales
- Cristyle Johnson — composición
- Anthony Preston — composición
- Florent Sabaton — composición
- Giorgio Tuinfort — composición y producción